# The Fisherman's Bride
The Fisherman's Bride er en amerikansk stumfilm fra 1909.